# 로마 민회
로마 민회 또는 로마 의회는 고대 로마의 기관이었다. 로마 의회는 로마 입법부의 기구로 기능했으며, 따라서 (적어도 이론적으로는) 모든 법률을 통과시켰다. 의회는 직접 민주주의에 따라 운영되었기 때문에 선출된 대표가 아닌 일반 시민이 모든 투표를 했다. 의회는 행정부와 로마 상원(로마 원로원)의 강력한 통제를 받았다. 법률은 쿠리아(켄투리아 민회에서), 부족(트리부스 민회에서), 켄투리아(켄투리아 민회에서)에서 통과되었고, 마지스트라투스는 선출되었다.

## 같이 보기
- 로마 공화국 민회
- 쥬세페 만노
- 이탈리아 공화국 원로원
- 알프스산아래 원로원
- 대의회 (사르데냐 왕국)
- 대의회 (이탈리아 왕국)
- 속간
- 로마 원로원
- 대중 집회
- 민회
- 마지스트라투스